# Bahawalpur
Bahawalpur (en ourdou : بہاولپور) est une ville située dans le sud de la province du Pendjab au Pakistan, capitale du district de Bahawalpur. En 2023, sa population s'élevait à plus de 900 000 habitants et sa démographie est l'une des plus vigoureuses du pays.
Elle est l'ancienne capitale, créée en 1780, de l'État princier qui se trouve entre la rivière Sutlej et le désert du Thar. Elle portait autrefois le nom de Bâghdâd-ul-Jadid. 
La ville est desservie par l'aéroport international de Bahawalpur (code AITA : BHV).

## Histoire
La ville de Bahawalpur est créée en 1748 au sud du fleuve Sutlej, dans ce qui est l'actuel sud-est de la province pakistanaise du Pendjab.
Le dimanche 28 octobre 2001, seize chrétiens et un agent de police musulman furent massacrés dans l'église Saint-Dominique de Bahawalpur par plusieurs hommes armés.
En 2017, l'explosion de Bahawalpur fait plus de 200 morts.

## Géographie
La ville possède l'unique pont ferroviaire du Pakistan à franchir le fleuve Sutlej, qui relie Peshawar et Karachi.

## Démographie
La population de la ville a été multipliée par plus de cinq entre 1972 et 2017, passant de 133 782 habitants à 762 111 lors du recensement de 2017. Entre 1998 et 2017, la croissance annuelle se situe à 3,3 %, largement supérieure à la moyenne nationale de 2,4 %. En 2023, la population dépasse les 900 000 habitants.
Près de 59 % de la ville parle saraiki, et on trouve une importante minorité parlant pendjabi (21 %) et ourdou (17 %). Musulmane à 98 %, la ville compte également une petite communauté de 13 000 chrétiens. 
Le taux d'alphabétisation s'inscrit à 40 % en 2023, dont 47 % pour les hommes et 32 % pour les femmes. 
Elle est la septième plus grande ville de la province du Pendjab et la douzième au niveau national.
|            | 1972    | 1981    | 1998    | 2017    | 2023    |
| ---------- | ------- | ------- | ------- | ------- | ------- |
| Population | 133 782 | 180 263 | 408 395 | 762 111 | 903 795 |

## Politique
Depuis le redécoupage électoral de 2018, la ville est représentée par les deux circonscriptions no 245 et 246 à l'Assemblée provinciale du Pendjab. Lors des élections législatives de 2018, elles sont remportées par un candidat du Mouvement du Pakistan pour la justice et un de la Ligue musulmane du Pakistan (N),.
| Parti                                      | Voix    | %       | Élus provinciaux |
| ------------------------------------------ | ------- | ------- | ---------------- |
| Mouvement du Pakistan pour la justice      | 88 506  | 47,71 % | 1                |
| Ligue musulmane du Pakistan (N)            | 84 068  | 45,32 % | 1                |
| Parti du peuple pakistanais                | 4 714   | 2,54 %  | 0                |
| Autres partis                              | 7 427   | 4,00 %  | 0                |
| Indépendants                               | 785     | 0,42 %  | 0                |
| Total exprimés (participation : 52,28 %)   | 185 500 | 100 %   | 2                |
| Source : Commission électorale du Pakistan |         |         |                  |

## Personnalités liées
- Art Malik, né en 1952, acteur britannique d'origine pakistanaise.
- Ayesha Farooq, née en 1987, l'une des rares femmes pilote de chasse de l'armée pakistanaise[10].
- Durdana Ansari, née en 1960, entrepreneure britannique.